# Sønderjyllands Allé
 For alternative betydninger, se Sønderjyllands Allé (flertydig).
Sønderjyllands Allé er en gade på Frederiksberg i København, der går fra Peter Bangs Vej i sydøst til Finsensvej i nordvest.
Gaden blev anlagt i 1914 og hed oprindeligt Diagonalvej. Den fik sit nuværende navn i 1920 som minde om Sønderjyllands genforening med resten af Danmark det år. Det omkringliggende område blev bebygget i de efterfølgende år med gader, der blev opkaldt efter folk med forbindelse til genforeningen.

## Byginger og beboere
Den Sønderjyske By består af fire åbne karreer med 309 lejemål, der blev opført fra 1921 til 1923. De små haver foran husene og de krumme veje giver området et engelsk præg.
Overfor Den Sønderjyske Anlæg ligger der et sportsanlæg, der er en del af Frederiksberg Idrætspark.
Falkonergårdens Gymnasium åbnede i nr. 25 i 1953. Det havde tidligere ligget på Danas Plads.